# Ленінська Слобода (Нижньогородська область)
Ленінська Слобода (рос. Ленинская Слобода) — селище в Кстовському районі Нижньогородської області Російської Федерації.
Населення становить 31 особу. Входить до складу муніципального утворення Запрудновська сільрада.

## Історія
Від 2009 року входить до складу муніципального утворення Запрудновська сільрада.

## Населення
| 1959 | 1970 | 1979 | 1989 | 2002 | 2008 | 2009 |
| ---- | ---- | ---- | ---- | ---- | ---- | ---- |
| 929  | ↘443 | ↘276 | ↘73  | ↘30  | ↘14  | ↘0   |
| 2010 |      |      |      |      |      |      |
| ↗31  |      |      |      |      |      |      |